# Irak
Irak (arabul العراق, kurd nyelven Êraq) teljes nevén Iraki Köztársaság (Arabul: جمهورية العراق Jumhūriyyat al-‘Irāq; Kurd nyelven: كۆماری عێراق Komar-i ‘Êraq) állam Ázsia délnyugati részén, a Közel-Keleten. Délről Szaúd-Arábia és Kuvait, nyugatról Jordánia, északnyugatról Szíria, északról Törökország, keletről pedig Irán (Kurdisztán tartomány) határolja. Rövid tengerpartja a Perzsa-öbölnél fekszik.
Szaddám Huszein országának nyugati lerohanása a térség tartós destabilizációjához vezetett, nem hozott békét és jólétet.
Polgárháborúhoz hasonló körülmények, terrortámadások és erőszakos bűncselekmények ezrei történtek Irak 2003-tól 2011-ig tartó megszállása során, mind a különböző iraki csoportok között, mind a nyugati megszálló csapatok ellen. Bár az Egyesült Államok iraki jelenléte 2011-ben véget ért, 2013 végétől további háború dúlt az iraki kormányerők és az ISIS (Iszlám Állam) iszlamistái között is, akik meghódították a nemzeti terület egy részét.
A csoport észak-iraki offenzívája gyors területi terjeszkedéssel járt és az amerikai csapatok visszatérését és egy újabb, évekig tartó háborút hozott, amely 2017-ig tartott. Irán is beavatkozott és 2014 óta erősen érezteti a befolyását a pártokon és a homeinista milíciacsoportokon keresztül.  2018-ban Törökország indított katonai műveleteket az észak-iraki kurd szeparatista harcosok felszámolására. Míg az iraki parlamenti választásokat 2018-ban Muktada el-Szadr síita pap politikai koalíciója nyerte meg, ezzel az ország Iránhoz közeledett. 2018 óta súlyos, erőszakba torkolló polgári zavargások rázták meg az országot a korrupció, a munkanélküliség, a rossz közszolgáltatás, továbbá az USA és más országok beavatkozása ellen tiltakozva.
Bár az országot stratégiai fekvésű, feltörekvő középhatalomnak tekintik, és a világ egyik legnagyobb kőolajtartalékával rendelkezik, a 2020-as évek elején a biztonsági helyzete és a politikai bizonytalanság miatt továbbra sem vonzó a külföldi befektetők számára.

## Etimológia
Az ország nevének eredetére többféle változat is van. 
Az egyik nézet szerint Uruk ókori mezopotámiai város nevéből ered (bibliai héber: Erech), így végső soron sumer eredetű.  A másik változat szerint a középperzsa eraq szóból származik, amely "alföldet" jelent.

## Földrajz

### Domborzat
Irak területének központi részét – a Tigris és az Eufrátesz folyók által közbezárt, a népesség legnagyobb részének otthont adó – Mezopotámiai-alföld alkotja, mely észak felé az enyhén hullámos el-Dzsazíra táblavidékében folytatódik. A 200–500 m magas táblavidék északi részéből emelkedik ki a Dzsebel-Szindzsár mészkőből álló felboltozódása (1359 m).
Az északi országhatáron az Örmény-Torosz, a keleti (iráni) határon a Zagrosz hegység húzódik. A Zagrosz központi vonulatai 3600 méterig emelkednek. Itt a legmagasabb pont: Kuhe-haji-Ibrahim (Hadzsi-Ibrahim).
A Mezopotámiai-alföld termékeny alluviális síkságát sivatagok szegélyezik. Ezek foglalják el az ország területének zömét. Az egyhangú tájat itt csak elvétve tagolják réteglépcsők, szigethegyek, lefolyástalan medencék.

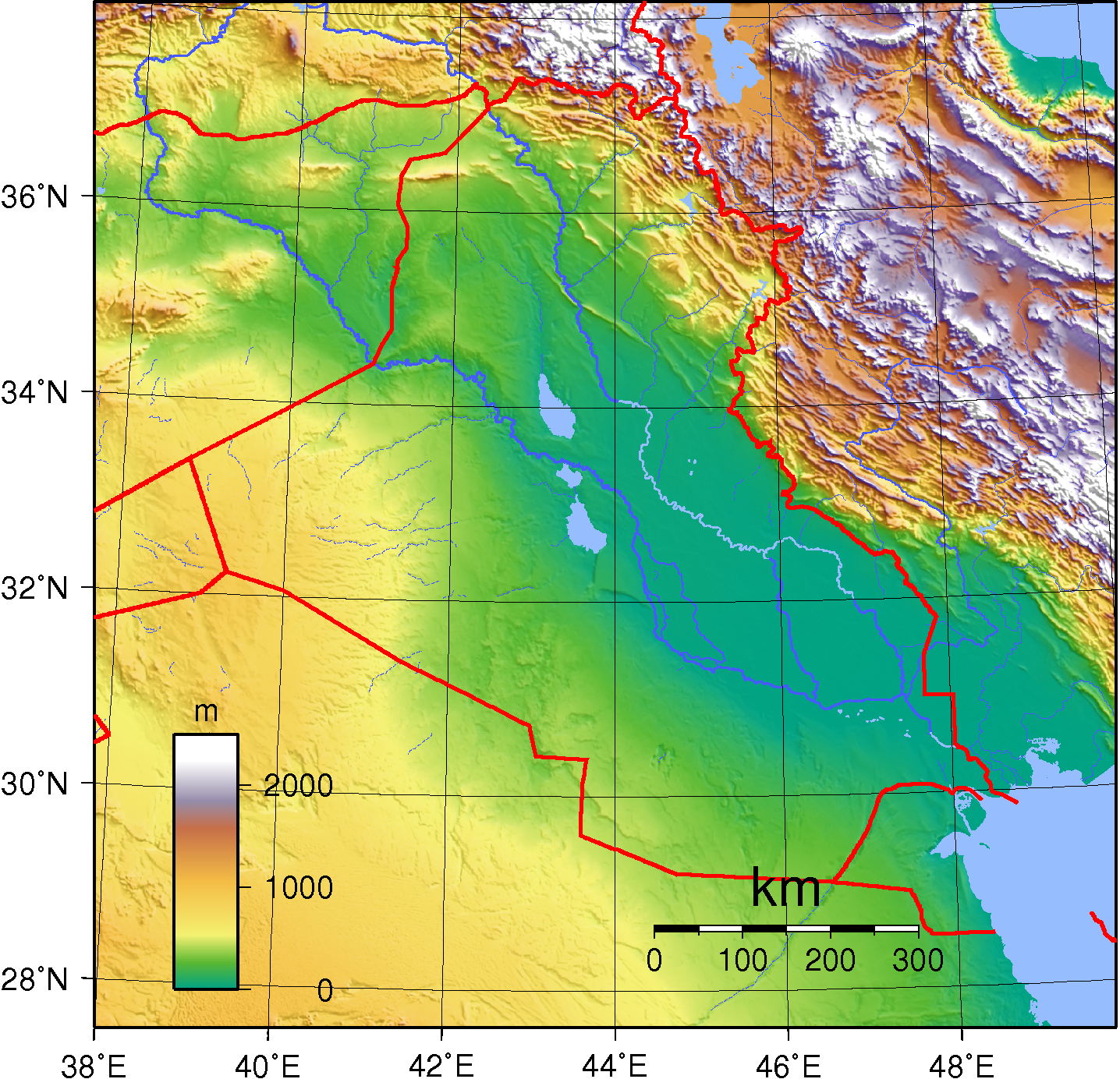
Irak domborzati térképe
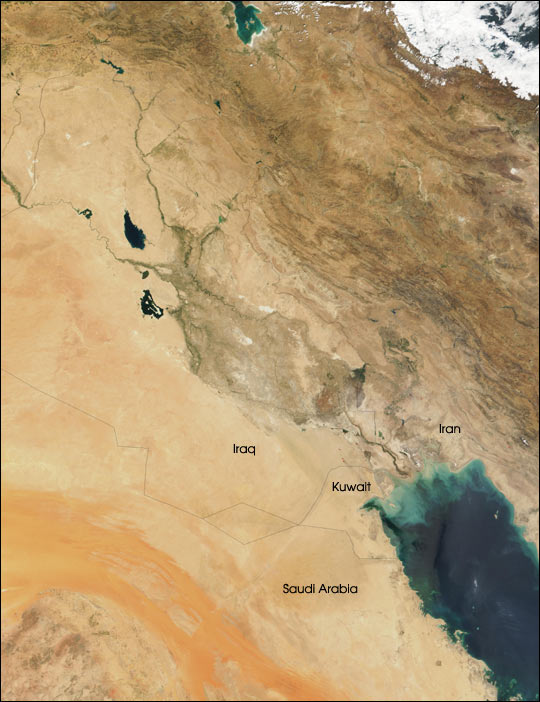
Műholdas kép
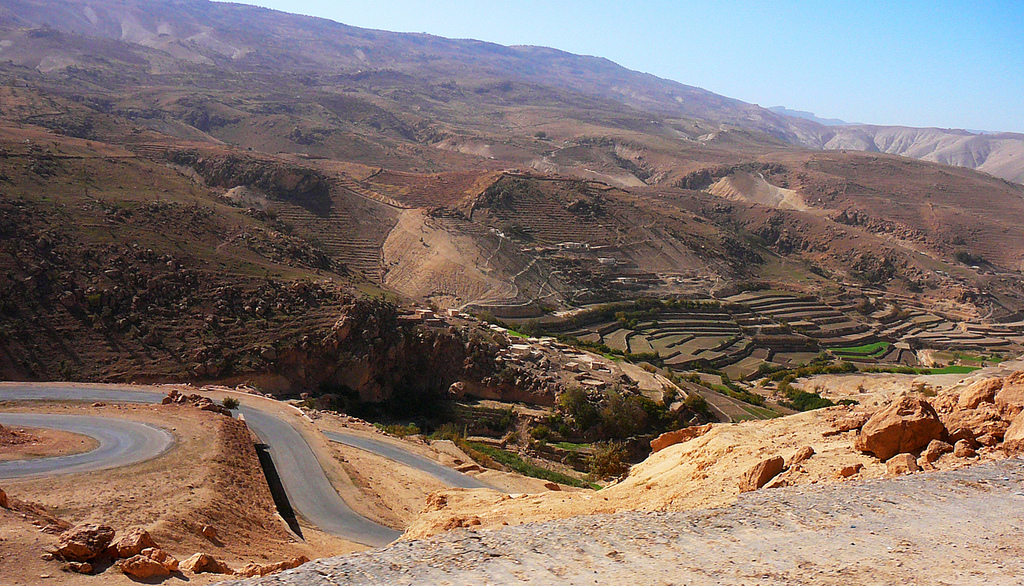
Hegyek Észak-Irakban, Ninive kormányzóságban

### Vízrajz
Irak két legnagyobb folyója a Tigris és az Eufrátesz. Összefolyásuk után rövid közös szakaszuk neve Satt el-Arab. Ez utóbbi határfolyó Irán felé, és a Perzsa-öbölbe ömlik. Iraknak itt rövid, 58 km hosszú tengerpartja van.
A Satt el-Arab melléke eredetileg mocsaras volt, de a mocsarak közül mára sokat lecsapoltak.
Az Eufrátesznek Irak területén nincs jelentős mellékfolyója. Tőle keletre a párhuzamosan folyó Tigris veszi fel a vizeket, nyugatról, a Szír-sivatagból pedig nem érkezik jelentősebb folyó. A Tigris vesz fel mellékfolyókat keletről Irak területén. Ezek a Zagrosz-hegységben erednek.

### Éghajlat
Az ország nagy része a szubtrópusi övben fekszik. Északi határai mentén és alacsonyabb hegyvidékein mediterrán, máshol sztyepp és sivatagi - a déli országrészen pedig már trópusi sivatagi – éghajlat jellemzi.
A hegyvidékek hűvösebbek és csapadékosabbak, télen itt előfordulhat az erős havazás. Ilyenkor a hóolvadást heves árvizek kísérik. Az átlagos évi csapadék a magasabb hegyvidéken néhol 1000-3000 mm, a Zagrosz lábánál és az el-Dzsazíra É-i részén 300-500 mm, a Mezopotámiai-alföldön 100–200 mm.
A nyár országszerte száraz, forró, a tél – egy-egy fagyhullámtól eltekintve – enyhe.
Az éghajlatváltozás a hőmérséklet emelkedéséhez, a csapadék csökkenéséhez és a növekvő vízhiányhoz vezet, aminek valószínűleg komoly következményei lesznek az elkövetkező évtizedekben. Az ország mezőgazdasági területeinek felét az elsivatagosodás fenyegeti.

### Élővilág, természetvédelem
Az ország túlnyomó része sivatag vagy félsivatag. Északon a füves puszták nagy része szántó, illetve legelő lett. Erdők csak az ÉK.i országrész hegyein vannak. A hegyvidéki mediterrán erdők zömét kiirtották, helyüket bozót foglalta el; a Szindzsár-hegységben pisztáciaerdők foltjai, a Zagrosz belsejében tölgyesek maradtak meg.
Irak faunája szegényes. Előfordul a csíkos hiéna. Több kisebb termetű macskaféle él itt, például a mocsári hiúz, a sivatagi hiúz és a vadmacska. A patások közül megtalálható a núbiai kőszáli kecske és a muflon.

#### Természeti világörökségei
Irakban nincs az UNESCO által világörökséggé nyilvánított természeti táj.

## Története

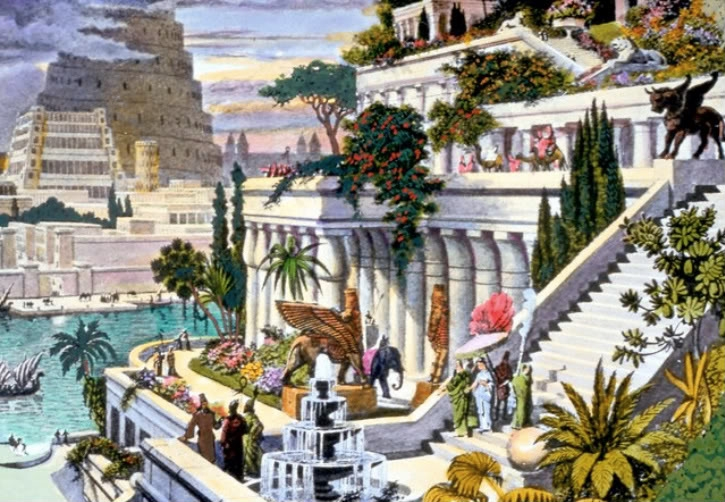
Babilon függőkertjei

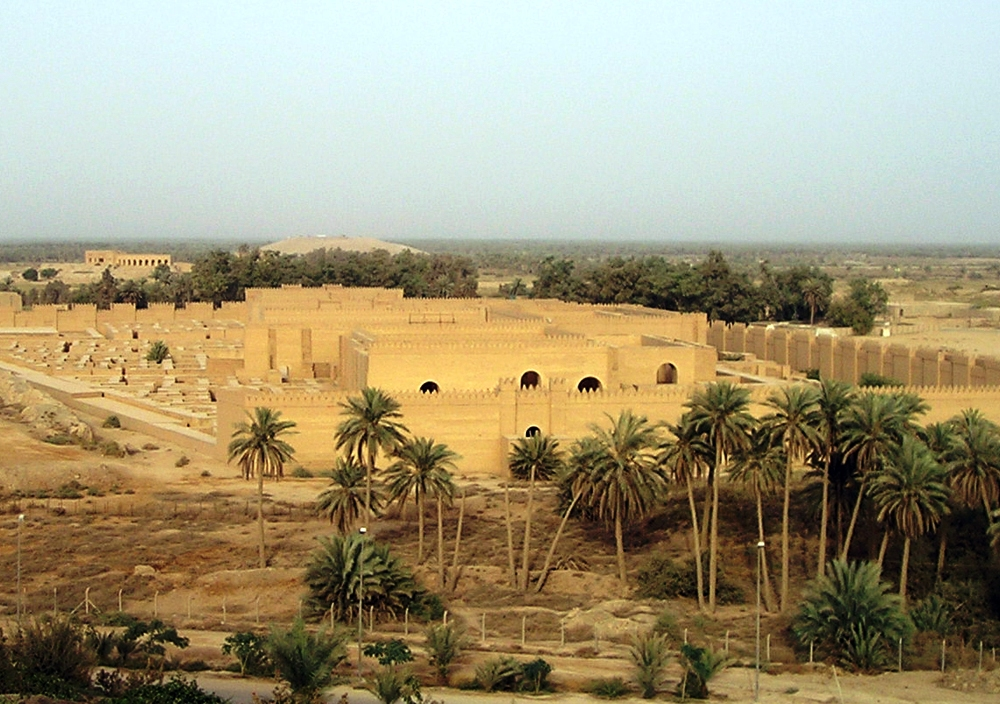
Az ősi Babilon egy részének rekonstrukciója

### Ókori Mezopotámia
Irak történeti neve Mezopotámia (görög szó, folyóköz a jelentése). Itt volt a világ egyik első civilizációja, a sumér, amit aztán az akkád, a babiloni és az asszír kultúrák követtek. Ezek befolyása már i.e. 5000 táján kiterjedt a környező területekre is. A terület a civilizáció egyik bölcsője.
Az i. e. 6. században Nagy Kürosz perzsa király meghódította az Újbabiloni Birodalmat és a következő négy évszázadban Mezopotámia az Akhaimenida Birodalom része volt. A következő hódító Nagy Sándor, ettől kezdve majdnem két évszázadon át a hellenisztikus birodalmak uralkodtak. Az óiráni népek egyik közép-ázsiai törzse, a pártusok hódították meg ezután a vidéket, őket a szászánida perzsák követték. A régió az ő uralmuk alatt állt a 7. századig.

### Iszlám kalifátus
A 7. század elején muszlim arabok Khalid ibn al-Walid parancsnoksága alatt meghódították Perzsiát. Ekkortól terjedt el az iszlám vallás a mai Irakban. Az Omajjád kalifák Irak tartományt Damaszkuszból kormányozták a 7. században.
Az Abbászida kalifák a 8. században Bagdadot építették ki székvárosnak. Bagdad öt évszázadon át az arab és muszlim világ vezető nagyvárosa volt. A középkor legnagyobb multikulturális városa, a csúcsponton lakossága meghaladta a milliót, az iszlám kultúra aranykorának központja volt.

### Mongol hódítás

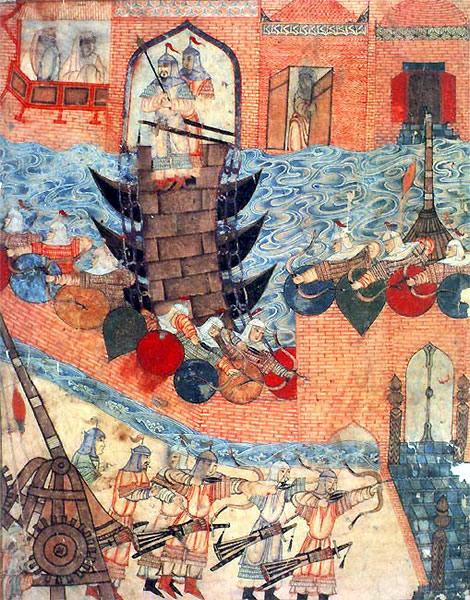
Hülegü kán seregei ostromolják Baghdadot

1257-ben Hülegü kán szokatlanul nagy sereget, a Mongol Birodalom erői jelentékeny részét gyűjtötte össze Bagdad meghódítására. Amikor megérkezett az iszlám fővároshoz, Hülegü felszólította a védőket megadásra, de a kalifa elutasította. Hülegü ezen feldühödött, és az ellenálló városokkal szembeni szokásos mongol eljárásnak megfelelően megtizedelte a lakosságot. Ekkor különböző becslések szerint 200 000 – 1 000 000 ember halt meg Irakban. A mongolok elpusztították az Abbászida Kalifátust és a bagdadi nagykönyvtárat. A város sohasem nyerte vissza korábbi kulturális szerepét és befolyását.
1401-ben egy török-mongol származású hadvezér, Timur Lenk támadta meg Irakot. Bagdad elfoglalása után 20 000 városlakót mészároltatott le. Elrendelte, hogy csak az a katona indulhat haza, aki legalább két emberi fejet bemutat (sok harcos korábbi hadifoglyok fejét mutatta be Timurnak).

### Oszmán Birodalom
Az Oszmán Birodalom 1535-ben foglalta el Bagdadot a perzsáktól. Az iráni szaffavidák 1609-ben elfoglalták az oszmán-törököktől, de azok 1632-ben visszaszerezték.
A mai Irak területét 1747-től 1831-ig rövid megszakításokkal grúz eredetű mameluk tisztek kormányozták, akik bizonyos autonómiát élveztek az oszmán szultánnal szemben. 1831-ben közvetlen török uralmat vezettek be, ez az első világháborúig maradt fenn.
A háborúban a törökök a központi hatalmak oldalán vettek részt. Végül Nagy-Britannia szorította ki őket az országból. A mezopotámiai hadjáratban a britek vesztesége 92 000 katona volt. A törökök vesztesége ismeretlen, de a britek 45 000 hadifoglyot ejtettek. 1918 végén a britek 410 000 embert állomásoztattak itt, azonban csak 112 000 tartozott a harci alakulatokhoz.

### Mezopotámia brit mandátumterület
Az első világháború végén a terület az Egyesült Királyság birtokába került mint népszövetségi mandátumterület. 1921 augusztusában két korábbi török vilajetet, Bagdadot és Bászrát egy országban egyesítettek. Öt évvel később hozzáadták északon Moszul vilajetet, ezzel kialakultak a modern iraki állam határai. A mandátum időszakában brit gyarmati közigazgatás irányította az országot, a brit indiai fegyveres erők elnyomták az arabok és kurdok felkeléseit. Egy Szíriából kiszorított hásemita királyt, Fejszált ültették a trónra bábként. A brit hatóságok a szunnita arab elitből választották ki a kormányzat tagjait, a minisztériumi hivatalnokokat.

### Hásemita királyság
Nagy-Britannia 1932-ben ismerte el Irak függetlenségét, de I. Fejszál király hozzájárult, hogy a britek továbbra is használják támaszpontjaikat és átvonulási joguk volt az országban. Fejszál 1933-as elhunyta után fia, Gázi király uralkodott, uralmát puccskísérletek sora jellemezte. 1939-ben életét veszítette egy autóbalesetben. A trónt kiskorú fia, II. Fejszál örökölte, aki helyett nagykorúságáig nagybátyja, Abd al-Ilah kormányzott régensként.
1941-ben Rasíd Áli al-Gajláni miniszterelnök sikeres államcsínyt hajtott végre („Rasíd Áli-puccs”), amelynek célja az volt, hogy – a Brit Birodalom háborús lekötöttségét kihasználva – kikényszerítse Irak teljes függetlenségét. Mivel az államcsínyt a náci Németország titkosszolgálata is támogatta, a fordulat veszélyeztette a Brit Birodalom és az angolszász szövetségesek üzemanyag-ellátását. 1941-ben a brit hadsereg megszállta Irakot és Iránt (szorosan együttműködve a szovjet Vörös Hadsereggel), amely ugyanekkor az Irán északi részét szállta meg. Az elmenekült német szimpatizánsok megszervezték a németek oldalán harcoló Szabad Arábia Légiót. A brit katonai megszállás 1947. október 26-án ért véget, ezután restaurálták a hásemita királyságot.

### Iraki köztársaság
A hasemita királyság 1958-ig állt fenn, ekkor az iraki hadsereg az úgynevezett július 14-i forradalomban megdöntötte a monarchiát. II. Fejszál királyt, családtagjait és Núri asz-Szaid miniszterelnököt megölték. Abdul Karim Kászim dandártábornok került hatalomra, Irak miniszterelnökeként. Jó viszonyt létesített a Szovjetunióval, de csak 1963-ig maradt uralmon, amikor őt is megdöntötte (és megölette) Abdul Szalam Árif ezredes, aki Irak új elnöke lett. Szalám Árif 1966-ban helikopter-balesetben meghalt, utódja az elnöki székben bátyja, Abdul Rahman Arif lett. 1968-ban Rahmán Árif elnök uralmát a Baasz Párt (az Arab Újjászületés Szocialista Pártja) döntötte meg. Irak új elnöke Ahmed Haszan al-Bakr lett, alelnöke Szaddám Huszejn al-Tikríti, al-Bakr földije (mindketten Tikrít környékéről származtak). A Baasz mozgalom fokozatosan Szaddám Huszein irányítása alá került, aki korábbi harcostársait, köztük Bakr elnököt is háttérbe szorítva (vagy lemészárolva) 1979 júliusában köztársasági elnök lett. Az akkori legfelsőbb végrehajtó hatalom, a Forradalmi Parancsnoki Tanács (vagyis a kormány) is Szaddám személyes ellenőrzése alá került.

### Szaddám Huszein
1979-ben Szaddám Huszein lett Irak vezetője, miután megölette vagy bebörtönöztette főbb riválisait.
Röviddel hatalomra jutása után az Irakkal szomszédos Iránban drasztikusan megváltozott a politikai helyzet a Ruhollah Khomeini imám által vezetett iszlám forradalom következtében. Irán muszlim síita teokratikus állammá alakult. Az iraki kormányzat szemében ez veszélyes fejlemény volt, mert Irak lakossága túlnyomó többségében síita, Husszein kormányzatának vezető posztjain azonban a világi, pánarab ideológiát valló szunniták álltak (korábban, a brit mandátum idején is szunniták kapták meg a vezető pozíciókat). Az ország síita lakossága megoszlott egyfelől a Baasz Párt tagjai és szimpatizánsai, másfelől az iráni forradalommal rokonszenvezők között. 1980-ban Husszein kijelentette, hogy iráni erők meg akarják dönteni kormányát, és hadat üzent Iránnak.

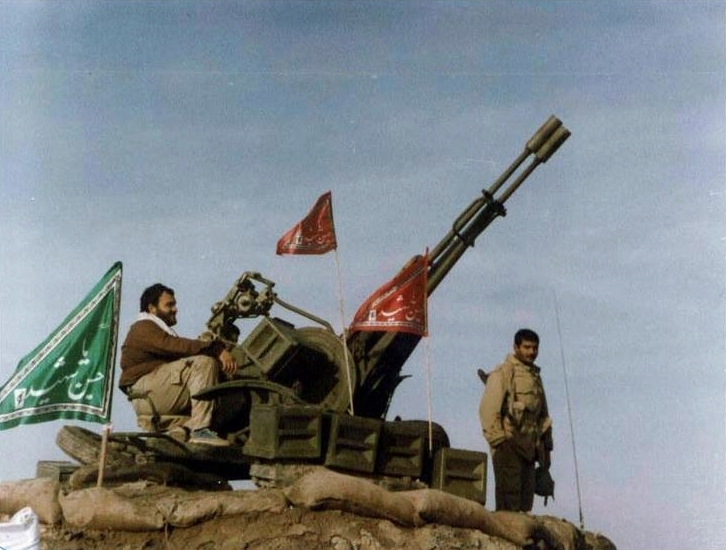
Irániak tüzelőállásban Irak ellen

Szaddám támogatta az iráni iszlám szocialista szervezeteket, akik az iráni kormány ellenzékei voltak. Az irak–iráni háborúban az iraki hadsereg vegyi fegyvereket is bevetett iráni katonák és civilek ellen. Az iraki rezsim semmibe vette az emberi jogokat; a legismertebb példája az Al-Anfal hadjárat, amikor Irakon belül kurd civileket támadtak, és a halabdzsai mészárlás, amellyel az Iránt támogató kurdokat büntették. A háború 1988-ban ért véget, lényegében eldöntetlen eredménnyel. A háború során Irak nagymértékű amerikai és nyugati támogatást kapott, mert szemükben akkor Irak kevésbé tűnt veszélyesnek, mint az iráni iszlám állam.
Az 1970-es évek végén az iraki kormány elrendelte egy atomreaktor felépítését Oszirakban, Bagdadtól 18 km-re délkeletre. Ez egy kb.70 MW-os könnyűvizes nukleáris anyagkísérleti reaktor volt. 1981-ben izraeli repülőgépek lebombázták a létesítményt, megelőzve, hogy Irak nukleáris fegyvereket fejleszthessen, veszélyeztetve Izrael regionális atommonopóliumát.
1990-ben az iráni-iraki háború végét követő gazdasági válság hatására Szaddám Huszein elhatározta, hogy elfoglalja olajban gazdag szomszédját, Kuvaitot, hogy Irak gazdasági újjáépítését annak gazdasági erőforrásaiból és pénzéből finanszírozza. Az iraki kormány kijelentette, hogy Kuvait törvényellenesen vezeti át olajvezetékeit Irak területén. Kuvait ezt tagadta. Irak 1990 augusztusában megszállta Kuvaitot. Ennek sikeres végrehajtása után Husszein előbb bábkormányt létesített, rövid idő múlva pedig kijelentette, hogy Kuvait megszűnt, Irak részévé vált és kormányzóságot csinált belőle. Ennek nemzetközi jogi érvényét sok ország és az ENSZ tagadta. Az ENSZ intézkedéseket hozott Irak ellen és követelte, hogy azonnal vonuljon ki Kuvait területéről. Ezt a követelést akkor Irak elutasította. Ezután az Egyesült Nemzetek Biztonsági Tanácsa egyhangúlag döntött az Irak elleni katonai akció végrehajtásáról. Az Amerikai Egyesült Államok rendkívül érdekelt volt Nyugat-Ázsia olajjal való ellátásában és készséggel vállalkozott a Kuvait és Irak ügyében szerveződő nemzetközi koalíció vezetésére.

Szaddám Huszein 1990 körül

A koalicíós erők jóval fejlettebb fegyverzettel léptek háborúba, mint az irakiak, ámbár akkoriban Iraké volt a legnagyobb létszámú fegyveres erő Nyugat-Ázsiában. Irak hatalmas arzenálja ellenére nem volt képes ellenállni a koalíciós erők fegyvereinek és az amerikai légierő fölényének. Irak a támadásra izraeli és szaúd-arábiai célokra kilött Scud rakétákkal válaszolt. Huszein azt remélte, hogy Izraelre kilőtt rakétákkal az izraeli hadsereget bevonja a háborúba, amely az erősen Izrael-ellenes beállítottságú arab szomszédait Irak támogatására kényszeríti. Husszein hazárdjátéka elbukott, Izrael elfogadta az amerikai kérést és távol maradt a konfliktustól a fokozódó feszültség ellenére. Az iraki fegyveres erőket gyorsan szétverték, Szaddám Huszein tudomásul vette az elkerülhetetlent és utasította az iraki hadsereget, vonuljon ki Kuvaitból. De parancsa szerint a kivonulás előtt tönkretették Kuvait olajkútjait. Ennek nyomán olajkutak százai lángoltak, gazdasági és környezeti katasztrófába sodorva Kuvaitot.
A háborúban az iraki katonai gépezet, különösen pedig a légierő, elpusztult. A béke fejében Irak arra kényszerült, hogy elfogadja területe felett egy repülési tilalmi övezet létrehozását, le kellett szerelnie minden birtokában lévő vegyi és biológiai fegyvert, nem építhetett és nem vásárolhatott atomfegyvert, és hozzá kellett járulnia, hogy ezen intézkedések végrehajtását az Egyesült Nemzetek Szervezetének megbízottai ellenőrizzék. Ezen kívül le kellett mondani mindenféle területi követelésről és jóvátételi igényről. Röviddel a háború vége után, 1991-ben síita muszlim irakiak mozgolódtak Szaddám Huszein rezsimje ellen, de Husszein durva eszközökkel elnyomta mozgalmukat, a tiltakozás megszűnt.
A háború után Irak e feltételeket többször megszegte. 1998-ban kiutasították az Egyesült Nemzetek Szervezetének fegyverzet-ellenőreit, azt állítva, hogy a CIA számára kémkednek. Ezek nyomán amerikai nyomásra kereskedelmi szankciókat vezettek be Irak ellen. A szankciók következtében bizonyos becslések szerint 500 000 iraki gyerek halt meg. Mások, különösen amerikai neokonzervatívok szerint viszont e szankciók nélkül Irak 1998 után, a fegyverzetellenőrök távoztával újjáépítette volna tömegpusztító fegyvereit. 2002 januárjában George W. Bush amerikai elnök a Szaddám Huszein által vezetett Irakot a „gonosz tengelyének” részének nyilvánította – ezzel a terminussal jelölték az amerikai gazdasági és katonai érdekek és értékek ellenségeit. A 2001 szeptember 11-i terrortámadások után, azoktól nem függetlenül az USA meghirdette a terrorizmus- és annak támogatói elleni háborút, melynek élére állt. E háború részeként léptek fel Irakkal szemben is. Pontatlan és hamis bizonyítékok alapján azzal vádolták Irakot, hogy Nigerből uránt vásárolt, és Irakban országszerte titkos fegyverlaboratóriumokat létesített. Utólag minden ilyen állítás hamisnak bizonyult. 2002-ben Szaddám Huszein amerikai és ENSZ nyomásra hozzájárult, hogy a fegyverzet-ellenőrök visszatérhessenek Irakba.

### Az amerikai vezetésű koalíciós erők inváziója
2003. március 20-án az Amerikai Egyesült Államok által szervezett koalíció megtámadta Irakot. Arra hivatkoztak, hogy Irak nem hajlandó felhagyni nukleáris és vegyifegyver-fejlesztési programjával. Amikor az első öbölháborúban Irak megszállta Kuvaitot, az Egyesült Nemzetek Szervezete Biztonsági Tanácsa felhatalmazta a tagállamokat, hogy tegyenek meg minden szükségeset a nemzetközi béke és biztonság helyreállítására a térségben. Miután Irakot elűzték Kuvaitból, az Egyesült Nemzetek Szervezete meghozta 678. számú határozatát a tűzszünetről. Ez előírta, hogy Iraknak fel kell számolnia nukleáris fegyverkísérleti kutatásait. Az Egyesült Államok azt állította, hogy Irak megszegi e előírást. Az Egyesült Államok ezért jogot formált Irak megtámadására a célból, hogy megakadályozza Irakot tömegpusztító fegyverek építésében vagy birtoklásában, eltávolítsa az iraki diktátor elnyomó rezsimjét és demokratikus rendet vezessen be Irakban.

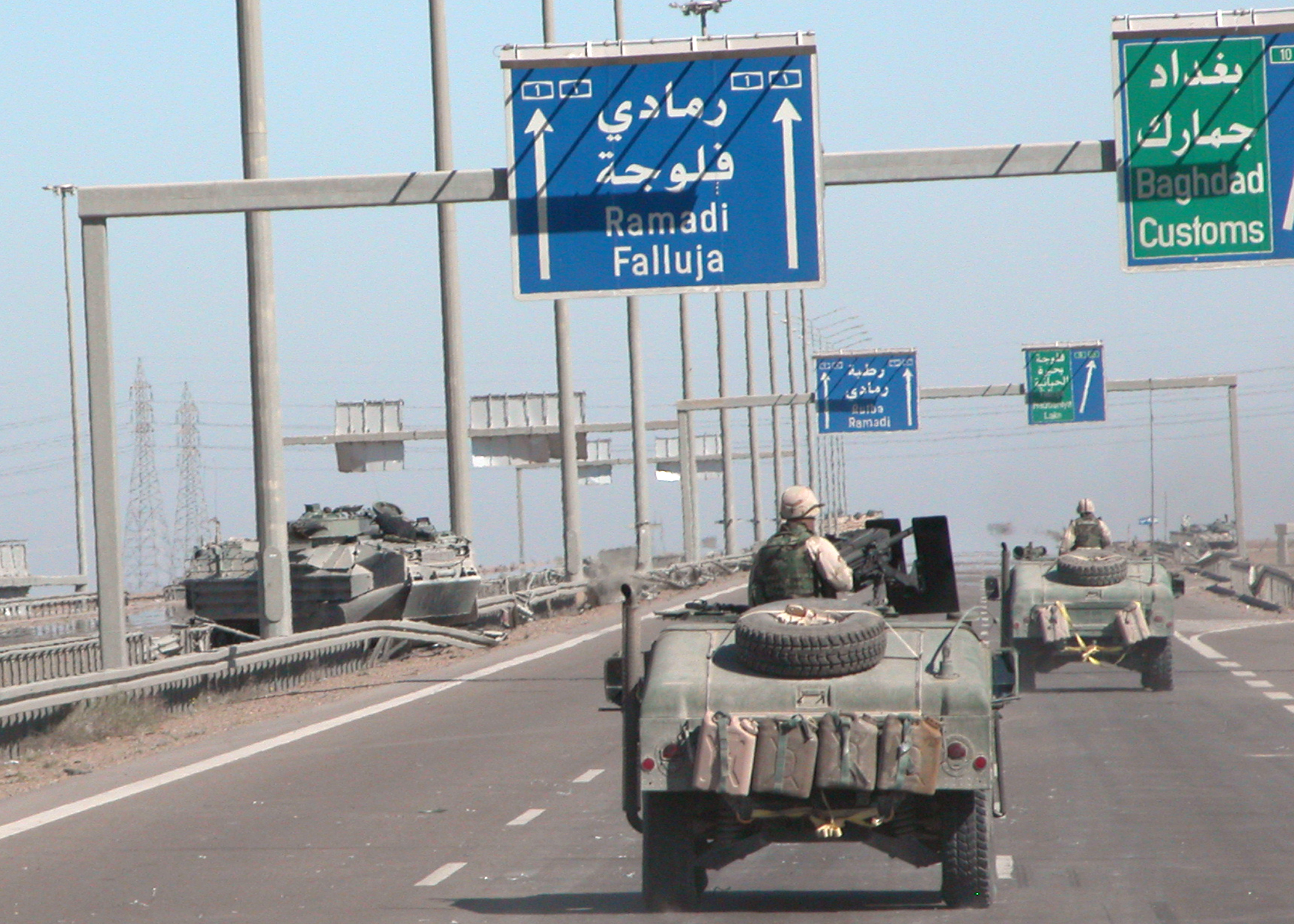
Amerikai katonai erők egy autópályán

### A megszállás után

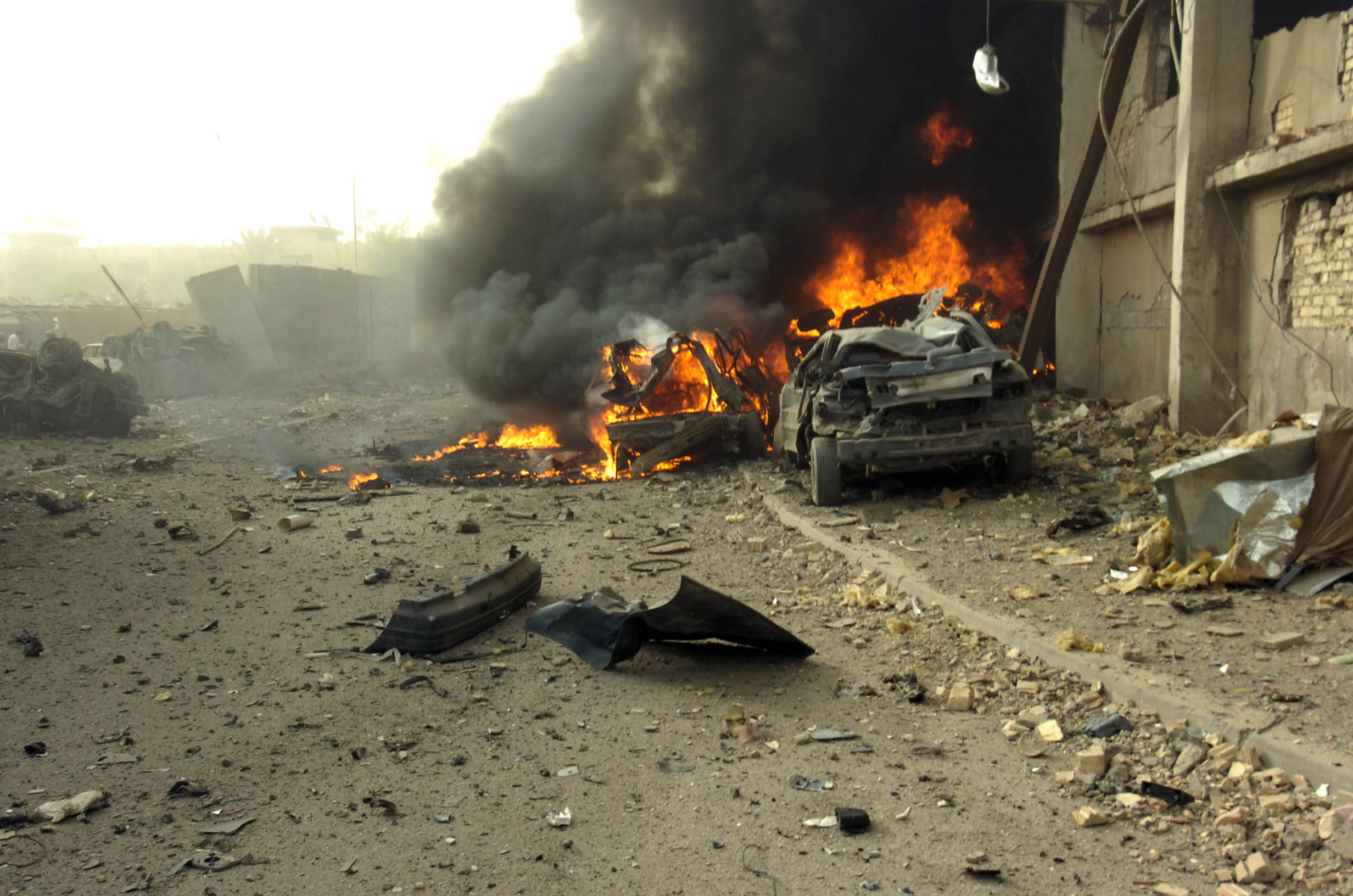
Autóba rejtett pokolgépes merénylet 2006-ban

A megszállás után az Egyesült Államok Irak kormányzására felállította az ideiglenes koalíciós hatóságot. Feladatát 2004 júniusában az iraki ideiglenes kormány vette át. Rendes kormányt 2005 októberében választottak. Több mint 140 000 katona maradt Irakban. 2006 őszére polgárháborús helyzet alakult ki, kisebb részben a megszálló amerikai hadsereg és az ellenük küzdő felkelők gerillaháborúja, nagyobb részben a síita és szunnita milíciák közti etnikai alapú összecsapások miatt. 2006 nyarán naponta átlagosan 150 halottat követeltek a fegyveres konfliktusok, amelyek immár az országnak a „szunnita háromszögön” kívüli területeire is mindinkább kiterjednek.

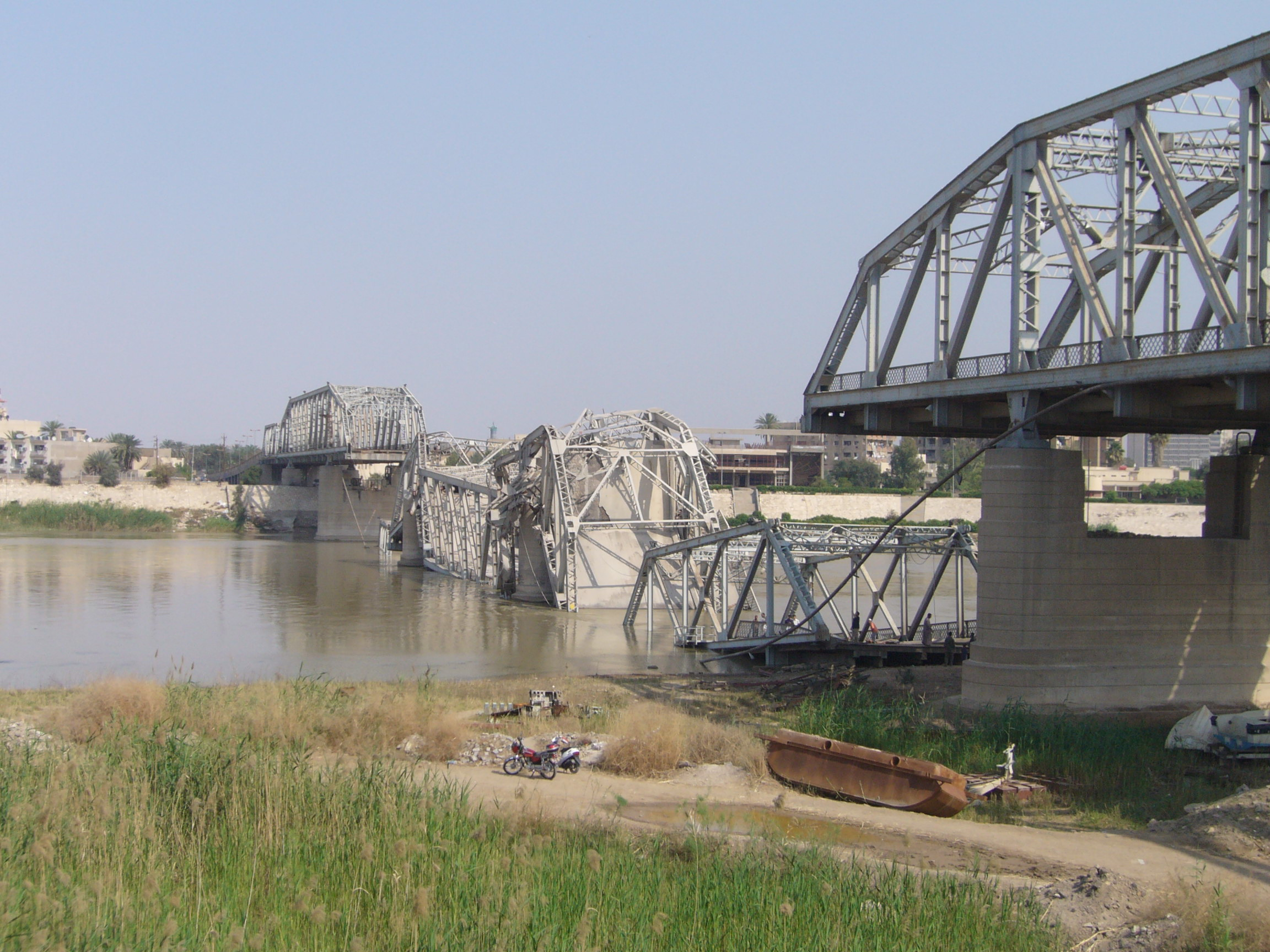
Egy 2007-es merényletben összeomlott bagdadi híd

Az USA folyamatosan „vietnamizálja” a térséget, vagyis a felkelők elleni küzdelmet megkísérli átadni az általa felszerelt és kiképzett, a központi kormányhoz lojális új iraki hadsereg alakulatainak. Ennek akadálya, hogy a gerillák folyamatosan támadják a toborzóközpontokat, amelyek gyakran véres öngyilkos merényletek színhelyei. Mivel Szaddám Huszein bukása után az iraki hadsereget Paul Bremer amerikai kormányzó teljes egészében lefegyverezte és feloszlatta, a baathista tisztikar jelentős része a felkelők oldalára állt, így az új iraki hadsereg komoly hiánnyal küzd tisztek és tisztesek terén, harcértéke csekély. Az USA 2006 őszén új offenzívát indított a helyzet megoldása érdekében. Az átfogó hadműveletben szinte kizárólag amerikai elitalakulatok (82nd, 101st airborne) vesznek részt, eddig nem tapasztalt létszámban, amely a két hadosztálynyi erőt (25-40 ezer fő) is elérheti.
A végleges rendezés érdekében az Európai Unió részéről javaslatként felmerült Irak etnikai alapú felosztása, mivel a törzsi és vallási szempontból rendkívül széttagolt ország rövidtávon nem pacifikálható, az ún. „nemzetépítés” feladatát az USA sem képes megoldani. A felosztásnak akadálya, hogy egy jogilag is független Kurdisztán létrejötte esetén a saját kurd kisebbségi problémájával küzdő NATO tag Törökország deklaráltan háborút indítana; illetve reális veszélyt jelentene az iraki síita területek csatlakozása Iránhoz, a radikális középhatalmi ambíciókkal rendelkező perzsa síita államhoz.
2014 júniusára az iszlám dzsihádisták észak-iraki hadjárata során Észak- és Nyugat-Irak területe az ISIL fegyvereseinek kezére került. Megkezdődött a síita és a keresztény lakosság megfélemlítése és elüldözése.
Az iraki haderő kezdetben komoly vereségeket szenvedett, az Iszlám Állam csapatai a fővárost, Bagdadot is megközelítették. 2015-ben sikerült az ISIS-t a fővárostól északabbra visszaszorítani. 2018-ig az Iraki kormány és az ISIS háborúban állt egymással. 2017-ben az iraki kormány amerikai és kurd támogatással visszafoglalta Moszult, Észak Irak fontos nagyvárosát. 2019-ben az ISIS felett az iraki, amerikai és egyéb külföldi erők, katonai győzelmet arattak.
Az Iszlám Állam, habár vereséget szenvedett, nem szűnt meg. Jelenleg is számos sejtje van Irak északi részén. Az iraki kormány az alvó ISIS sejtek ellen jelenleg is fegyveres harcot vív.
2018 nyarán Bagdadban és Nedzsefben polgári zavargások jelentkeztek, amelyek 2019 őszétől más tartományokra is átterjedtek. A korrupció, a munkanélküliség, az alacsony bérek, a rossz közszolgáltatások stb. ellen tiltakozó tömeggyűlések erőszakba fordultak át.

### Iraki menekültek
Irakból a nagyarányú kivándorlás Szaddám Huszein uralmának első éveiben kezdődött és 2007-ig folyamatos volt. Az Egyesült Nemzetek Szervezete menekültügyi főbiztossága szerint csaknem kétmillió iraki hagyta el hazáját ezalatt, többségük Jordániába és Szíriába távozott. Bár volt bizonyos hazatérési hullám a 2003-as invázió után, ez 2006-ra gyakorlatilag leállt. A szomszédos országokba menekült kétmillió emberhez hozzá kell számítani azt a csaknem kétmillió embert, aki Irakon belül menekült más helyre – ez közel négymillió menekült.
Az ENSZ becslése szerint az iraki középosztály 40%-a menekült el. Többségük a módszeres üldözés és a rossz életkörülmények elől menekült és nem kíván visszatérni.

## Politika és közigazgatás
A politikai helyzet törékeny, az állam instabil, a kormányzat az ország teljes területe feletti ellenőrzését veszélyeztetik a Népi Mozgósítási Erők (PMF), a megmaradt ISIS harcosok, a Kurdisztáni Munkáspárt (PKK), számos törzs, klán és milícia, továbbá a regionális hatalmak, különösen Irán, Izrael és Törökország katonai beavatkozásai. Az Economist Intelligence Unit 2019-ben „autoriter rezsimnek” minősítette Irak vezetését.

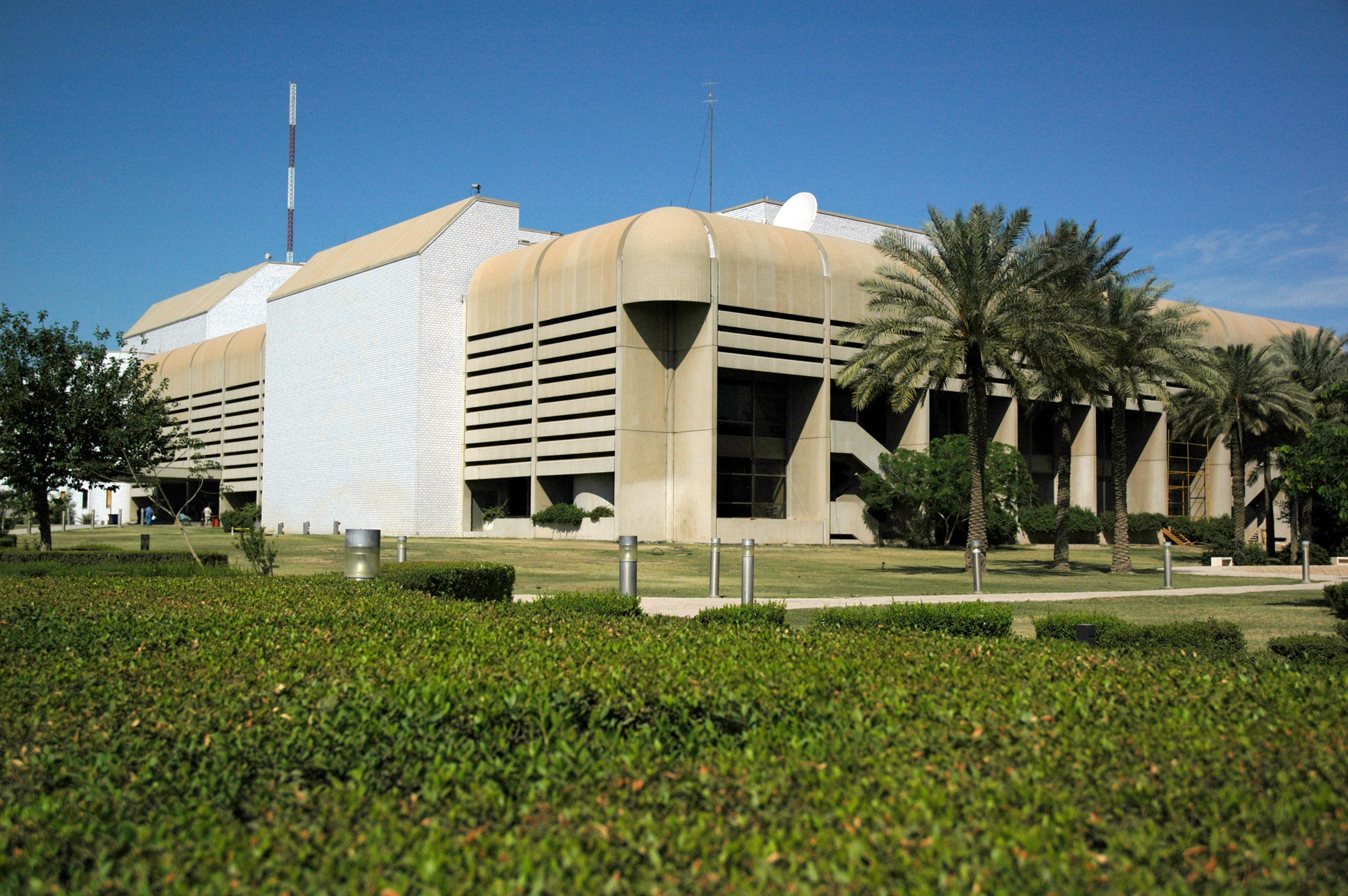
A parlament épülete

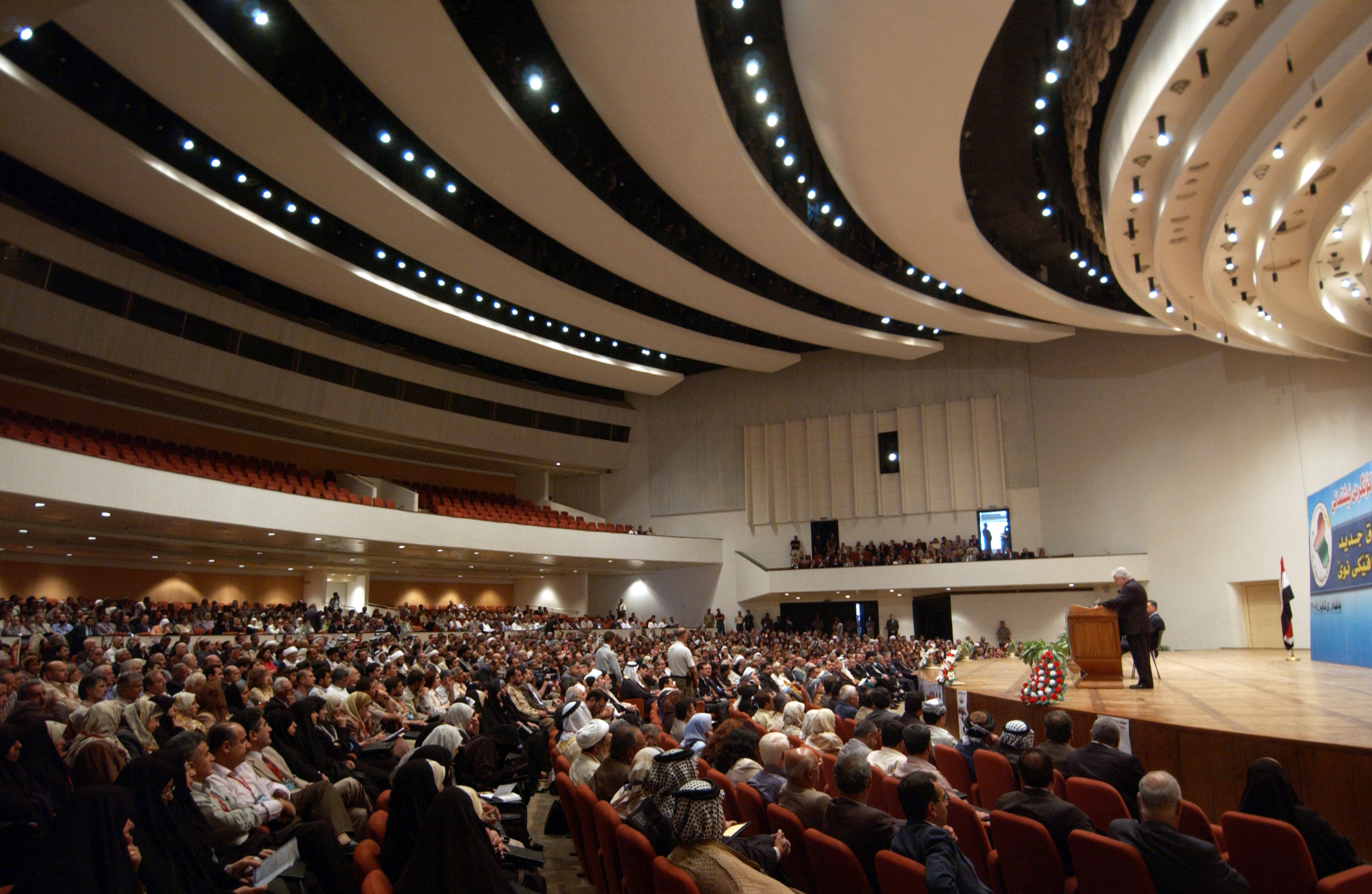
Az iraki képviselők ülésterme

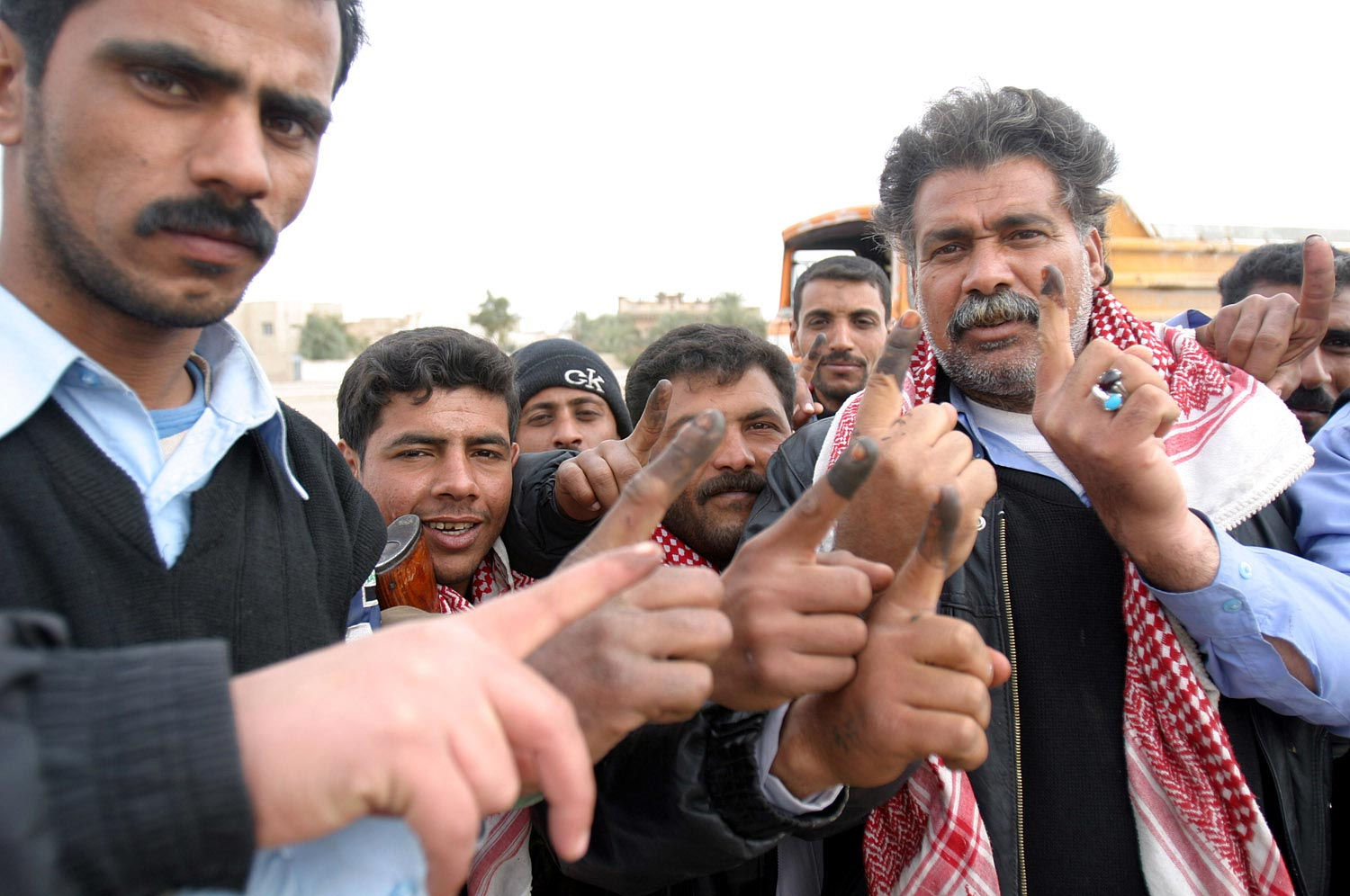
A szavazó irakiak az ujjukat mutatják, amelyet lemoshatatlan lila tintával jelöltek a többszörös szavazás elkerülése érdekében.

### Alkotmány, államforma
Irak parlamentáris szövetségi köztársaság.

### Törvényhozás, végrehajtás, igazságszolgáltatás
A törvényhozó ág a Képviselők Tanácsából és a Szövetségi Tanácsból áll. A végrehajtó hatalom az elnökből, a miniszterelnökből és a Miniszterek Tanácsából.

### Politikai pártok
A 2003 utáni iraki politikai pártok elsősorban vallási (felekezeti) és etnikai alapúak. Bár 2017 óta felekezeti és etnikai szövetségek jöttek létre, az identitáspolitika továbbra is a politika jellemzője. Sokak számára a szavazás a politikai pártok etno-vallási programjain alapul. Nehéz elképzelni például a bagdadi szunniták egy síita pártot támogatnának vagy a kirkuki kurdok egy másik etnikai-vallási pártot.

### Jogállamiság
2020 táján általánosságban elmondható, hogy a parlament inkább megkérdőjelező álláspontot képvisel a kormánnyal szemben, mint az ellenőrzőt, és az igazságszolgáltatás, bár alkotmányosan független, túl gyenge ahhoz, hogy átvegye a jogi ellenőrzést a politikai folyamatok felett.
A Transparency International 2021-ben súlyosan korruptnak minősítette az országot.

### Emberi jogok
A 2020-as évek elején a személyiségi jogokat és a polgári szabadságjogokat naponta súlyosan megsértik. Az ISIS gyanúsított tagjai továbbra sem férhetnek hozzá a tisztességes eljáráshoz. Az iraki börtönökben több száz kínzási eset is előfordul, az iraki hadsereg által elkövetett háborús bűnök mellett.
Az LMBTQ személyeket gyakran zaklatják a milíciák és az állami hatóságok, beleértve a letartóztatásokat és a merényleteket is.
A nőket diszkriminálják a munkaerőpiacon. A házastársi erőszak továbbra is komoly probléma az iraki, patriarchális alapú társadalomban.

### Közigazgatási beosztás
Irakot 19 kormányzóság alkotja. Az északi-északkeleti Kurdisztán autonóm régió, amely három tartományt foglal magában: Erbílt, Dahúkot, Szuleimáníját és 2014-től Halabdzsát. Ez a régió (jelenleg) lényegében nem áll az iraki kormány ellenőrzése alatt.
| 1. Bagdad (بغداد) 2. Szaláh ad-Dín (صلاح الدين) 3. Dijála (ديالى) 4. Vászit (واسط) 5. Mejszán (ميسان) 6. el-Baszra (البصرة) 7. Dzi Kár (ذي قار) 8. el-Muszanna (المثنى ) 9. el-Kádiszijja (القادسية) | 1. Bábil (بابل) 2. Kerbela (كربلاء) 3. en-Nedzsef (النجف) 4. el-Anbár (الأنبار) 5. Ninive (نينوى) 6. Dahúk (دهوك) 7. Erbíl (أربيل) 8. Kirkuk (كركوك), korábban et-Tamím (تأميم) 9. esz-Szulejmáníja (السليمانية) 10. Halabdzsa (kurd ھەڵەبجە) |  |

### Védelmi rendszer
Az országot sokáig az amerikai-brit hadsereg tartotta megszállva (lásd még: iraki háború).

## Népesség

A fő etno-vallási csoportok
szunnita arabok
síita arabok
szunnita kurdok
asszírok
jezidik
iraki törökök (türkmének)

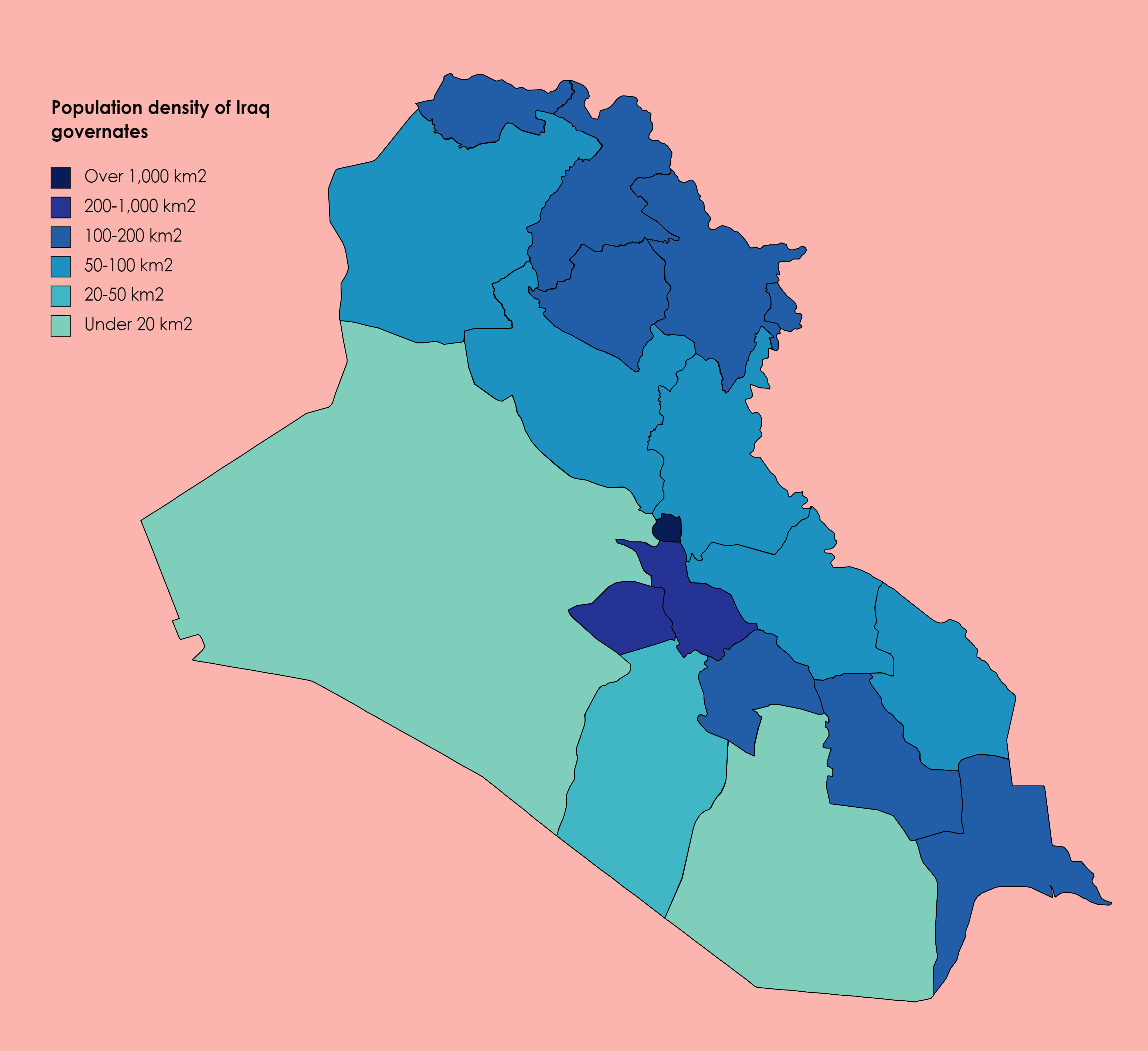
Irak népsűrűsége 2018-ban

### Népességének változása
| Lakosok száma | 7 289 759 | 8 651 167 | 10 599 846 | 12 859 762 | 15 202 850 | 18 009 865 | 21 693 597 | 25 959 531 | 30 163 199 | 38 274 618 |
|               | 1960      | 1966      | 1972       | 1978       | 1984       | 1991       | 1997       | 2003       | 2009       | 2017       |

### Általános adatok
A lakosság zöme a Mezopotámiai alföldön és a csapadékosabb É-i, ÉK-i övezetben tömörül.
Írástudatlanság (2010): 20% 

### Etnikai megoszlás
Az etnikai összetételt tekintve a lakosság 75-80%–a arab, 15-20%–a kurd, 5% egyéb: török (türkmén), asszír, sabak , örmény.

### Nyelvi megoszlás
A hivatalos nyelvek a mezopotámiai arab és a kurd. További beszélt nyelvek: iraki török vagy türkmén, örmény, asszír (újarámi).
Az arab és a kurd nyelvet az arab írásmóddal írják. 2005 óta a török-türkmén az arab írásmódról a török ábécére váltott. Ezenkívül az újarámi nyelvek a szír ábécét használják.

### Vallási megoszlás
Az ország kb. 97-98%-ban iszlám vallású, ezen belül 60-65% – síita, 31-35% – szunnita. Az alkotmány kimondja, hogy az iszlám az ország hivatalos vallása.
A síita-szunnita vallási ellentétek komoly politikai tehertételt jelentenek. A lakosság főleg keleten és délen síita, északon szunnita.
Vallásilag a népesség kb. 2%-a egyéb, ebből kb. 1,1% keresztény, illetve kb. 0,7% vallástalan.
A keresztényeken belül elsősorban nesztoriánus és káld katolikus. További kisebb egyházak a szír katolikus, örmény ortodox és egyéb keresztény felekezetek. A 2003 előtt az országban élő mintegy másfél millió keresztény lélekszáma a hátrányos megkülönböztetés, a fenyegetések és a dzsihadisták által művelt visszaélések okozta menekülés miatt 2017-re felére olvadt.
Irakban a világtól elszigetelve több kisebb vallási csoport is létezik: a sabakok , a jarszanok Ahl-i Hakkok  és a jezidik. 2003 előtt számuk összesen 2 millió lehetett, többségük jarsan, egy nem iszlám vallás, amelynek gyökerei az iszlám és a kereszténység előtti vallásban gyökereznek. Az 1941-ben mintegy 150 000 főt számláló iraki zsidó közösség szinte teljesen elhagyta az országot.
A világon egyedüliként fennmaradt gnosztikus irányzat tagjai a mandeusok; számuk kb. 30 ezer fő. Hitük szerint nem Jézus, hanem Keresztelő Szent János az igazi Messiás, ezért hívják őket János-keresztényeknek is.
Az 1941-ben mintegy 150 ezer főt számláló iraki zsidó közösség mára szinte teljesen elhagyta az országot.

## Gazdaság
Irak gazdaságának legjelentősebb bevételi forrása a kőolajbányászat. 
Szaddám Huszein rezsimjének 2003-as vége nem hozta el a várt békét és jólétet.
A kormány nem képes enyhíteni az ország gazdasági nehézségeit az olajbevételektől való erős függés és a magánszektor gyengesége miatt. A szegénység drámaian nőtt a COVID-világjárvány alatt.

### Általános adatok
Gazdasága: ipari agrárország.

### Gazdasági ágazatok

#### Mezőgazdaság
Az ország területének 3/4-e terméketlen, 10% legelő, 12,5% szántó, a maradék kert és gyümölcsös (datolyapálma, zöldség). A szántóföldek nagy része is ugaron marad; ez a szárazgazdálkodás keretében a csapadékhiány, az öntözött földeken a másodlagos szikesedés miatt szükséges. A vetésterület mintegy 90%-át a kenyérgabona adja. Fontosabb termesztett növények: búza, árpa, paradicsom, datolya, citrusfélék.

#### Ipar
A gazdasági élet alapja a bányászat. A Föld ismert kőolajkészletének mintegy 9-10%-a és földgázvagyonának kb. 3%-a Irakban található. Jelentős még a kősó, a foszfát és a kén kitermelése.
Az ipar elsősorban a hazai ásványkincsek feldolgozására épül. Ugyanakkor ma is számottevő az ősi kézművesség (szőnyegszövés, ötvösművészet, bőrdíszművesség).

#### Külkereskedelem
- Exporttermékek: nyers olaj és finomítvány.
- Importtermékek: élelmiszer, gyógyszer, ipari termékek, gépek

Főbb kereskedelmi partnerek 2017-ben 
- Export: India 21.2%, Kína 20.2%, USA 15.8%, Dél-Korea 9.4%,
- Import: Törökország 27.8%, Kína 25.7%, Dél-Korea 4.7%,

## Közlekedés

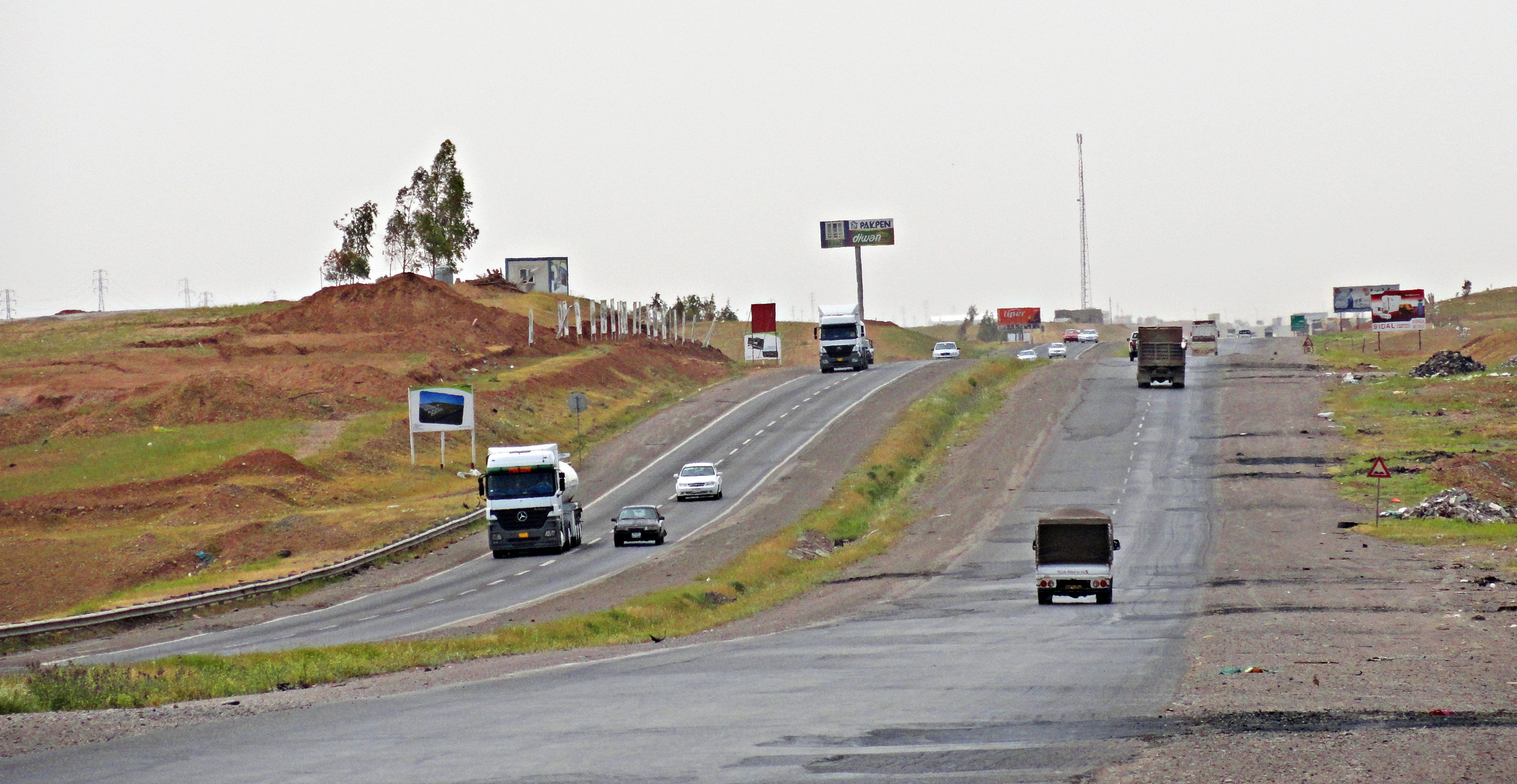
Erbíl és Moszul közötti gyorsforgalmi út

- Közutak hossza: 45 500 km
- Vasútvonalak hossza: 1963 km
- Repülőterek száma: 77
- Kikötők száma: 3

## Telekommunikáció
| Hívójel prefix | HN, YI |
| ITU zóna       | 39     |
| CQ zóna        | 21     |

## Kultúra

### Kulturális intézmények

#### Kulturális világörökség
Az ősi Mezopotámia fő építőanyaga a vályogtégla volt. Egészen a legújabb időkig ez maradt a fő építőanyag. Nem olyan tartós, hogy a belőle készült épületek túléljenek évszázadokat. Mégis, néhány volt királyi székhely romjai impozánsak, és világörökséggé nyilvánította az UNESCO:
- Hatra városának romjai;
- Assur ókori város, ma Kalaat Serkat;
- Szamarra romváros.

### Művészetek

#### Építészet
Az iraki építészet igen hosszú múltra tekint vissza, számos különböző kultúrát felölel, az időszámításunk előtti 10. évezredtől fogva, és a mezopotámiai, a szászánida, az abbászida és az iszlám építészetet egyaránt felvonultatja.

### Szokások
A női nemi szervek megcsonkítását széles körben alkalmazzák a kurd területeken, de a hírek szerint Irak többi részén kevésbé. Egy 2010-es kutatás kimutatta, hogy a kurd nők körülbelül 40%-a esett át a nemi szervek megcsonkításán, de éles regionális különbségek vannak a nyugati (alacsony szám) és a keleti kurd területek (magas szám) között.

#### Hagyományos öltözet
A férfiak hagyományos öltözete a földig érő, ingszerű ruha (disdása), amelyre barna vagy fekete köpenyt vesznek. Főleg a városokban terjedt el, hogy köpeny helyett zakót viselnek a disdása felett. A fejükre sapkát tesznek, amely vidékenként változó, északon fehér, Közép-Irak síita lakói körében fekete-fehér kockás, délen piros-fehér kockás. A kendőt fekete karika tartja a fejen.
A nők fejét és egész alakját eltakarja a selyemből készült fekete köpeny, az abája. Alatta – főként városokban – európai ruhát viselnek.
A kurdok hagyományos öltözete más. A férfiak buggyos nadrágjukhoz színes övet kötnek, s legtöbbször hímzett mellényt vesznek. Fejükre tarka mintájú sapka kerül, amely köré turbánt tekernek. A nők ezüsttel, arannyal, gyöngyökkel díszítik ruházatukat.

#### Illemtan
- Sejket vagy magas rangú személyt mindig többes számban kell megszólítani.
- Udvariatlanság a vendéglátó családjáról érdeklődni, mert a család egyet jelent a feleséggel. Látogatóban ne ragaszkodjunk a háziasszony jelenlétéhez. Bókolni csak a legbizalmasabb barát feleségének illik.
- A konzervatív arabok nem szívesen beszélgetnek a muszlim vallás szerint tisztátalan dolgokról, mint a cipő, kutya, disznó, vagy nem elegáns dolgokról, mint a szamár.
- Illetlenség úgy ülni, hogy lábunk vagy cipőtalpunk bárki felé is néz.
- Látogatóban nem illik a lakásban látható tárgyakon csodálkozni, mert az egyet jelent azzal, hogy szeretnénk megkapni, s ezért gyakran felajánlja azt a házigazda.
- Sportos viseletben illetlenség vendégségbe menni.

#### Vallás
Az iszlám jelentése: az Isten iránti odaadás. Hívei egyetlen Istent ismernek el (akit ők Allah-nak neveznek), aki mindennek a teremtője, mindenható, láthatatlan és örökkévaló. Hitvallásuk, amely az iszlámhoz való tartozás feltétele, így szól: "Nincs más Isten Allahon kívül, és Mohamed az Ő küldötte".
A legfontosabb vallási kötelességeket az iszlám öt tartópillérének nevezik. Ezek a következők:
- Hit Istenben és az Ő prófétáiban
- Rituális ima naponta ötször, Mekka felé fordulva. Ezt mindig mosakodásnak kell megelőznie.
- Böjt a Ramadán havában.
- Szegényadó (adomány) vallási és jótékonysági célokra.
- Mekkai zarándoklat, legalább egyszer a hívő életében.

Ezeken kívül még számos előírás szabályozza a hívők életét. Ilyen például a disznóhús evésének és a bor ivásának tilalma.

### Gasztronómia
Az ételek alapanyaga legtöbbször a birkahús, zöldség, rizs, búza, gyümölcs. Étkezés előtt az ital mellé különféle előételeket, mezzát szolgálnak fel. A legismertebb mezzafajták: olajbogyó, joghurtos uborka, sárgaborsó- vagy padlizsánkrém szezámolajjal keverve, lóbab sós vízben megfőzve stb.
Népszerű ételek:
- Kebab
- Birjani – Mazsolás, sáfrányos rizs közé főtt húsdarabokat (birka, csirke) tesznek.
- Tikke – Kicsire vágott bárányhúsdarabok vagy májdarabok nyárson megsütve.
- Grillcsirke. A sült csirkéhez kenyeret és savanyúságot tálalnak.
- Dolma – Szőlőlevelet, kis tököt, padlizsánt, hagymát, paradicsomot, uborkát töltenek meg fűszerezett rizzsel összekevert darált hússal, majd forró vízben megfőzik.
- Pácsa – A magyar pacalpörkölthöz hasonló, de birkagyomorból készül.
- Sejkmahsi – Hasonlít a magyar pörkölthöz. Paradicsomból, paprikából, főtt húsdarabokból, sok lével készül.
- Kuzi – Bárányt vagy kisebb birkát egészben megfőznek, majd megsütnek. Általában darált hússal, rizzsel és fűszerekkel töltik meg, s nagy tálon, pirított mandulával és mazsolával összekevert sáfrányos rizs tetején, különlegesen fűszerezett mártással tálalják.

A legnépszerűbb szeszes ital az arak (عرق), amelyet datolyából vagy szőlőből készítenek. Vízzel keverve tejfehér lesz.
A kávé általában kétféle lehet. Az úgynevezett beduin kávét kis csészében, csészealj nélkül hoznak. Néhány csepp igen erős, speciális módon készült kávét öntenek a kávéfőzőből. Az ún. török kávét (قهوة تركية) csészében és csészealjjal szolgálják fel.

## Ünnepek
| Időpont          | Név                                    | Megjegyzés                                                          |
| ---------------- | -------------------------------------- | ------------------------------------------------------------------- |
| Január 1         | Újév                                   |                                                                     |
| Január 6         | A fegyveres erők napja                 | Nemzeti emléknap                                                    |
| Március 21       | Perzsa újév (Nowruz)                   | Csak regionális ünnep                                               |
| Április 9        | Bagdad felszabadulásának napja         | Csak az iraki kurdok. Szaddám Husszein rezsimjének bukását ünneplik |
| Május 1          | A munka ünnepe                         |                                                                     |
| Július 14        | A köztársaság napja                    |                                                                     |
| Október 3        | A függetlenség napja                   |                                                                     |
| December 25      | Karácsony                              | Csak a keresztények                                                 |
| változó időpontú | Iszlám újév                            |                                                                     |
| változó időpontú | Ásúrá                                  | 2015-2017 között októberben                                         |
| változó időpontú | Mawlid                                 | A Próféta születésnapja                                             |
| változó időpontú | A böjt megtörésének ünnepe (3 napos)   |                                                                     |
| változó időpontú | Áldozati ünnep (Eid al-Adha) (4 napos) |                                                                     |

## Turizmus

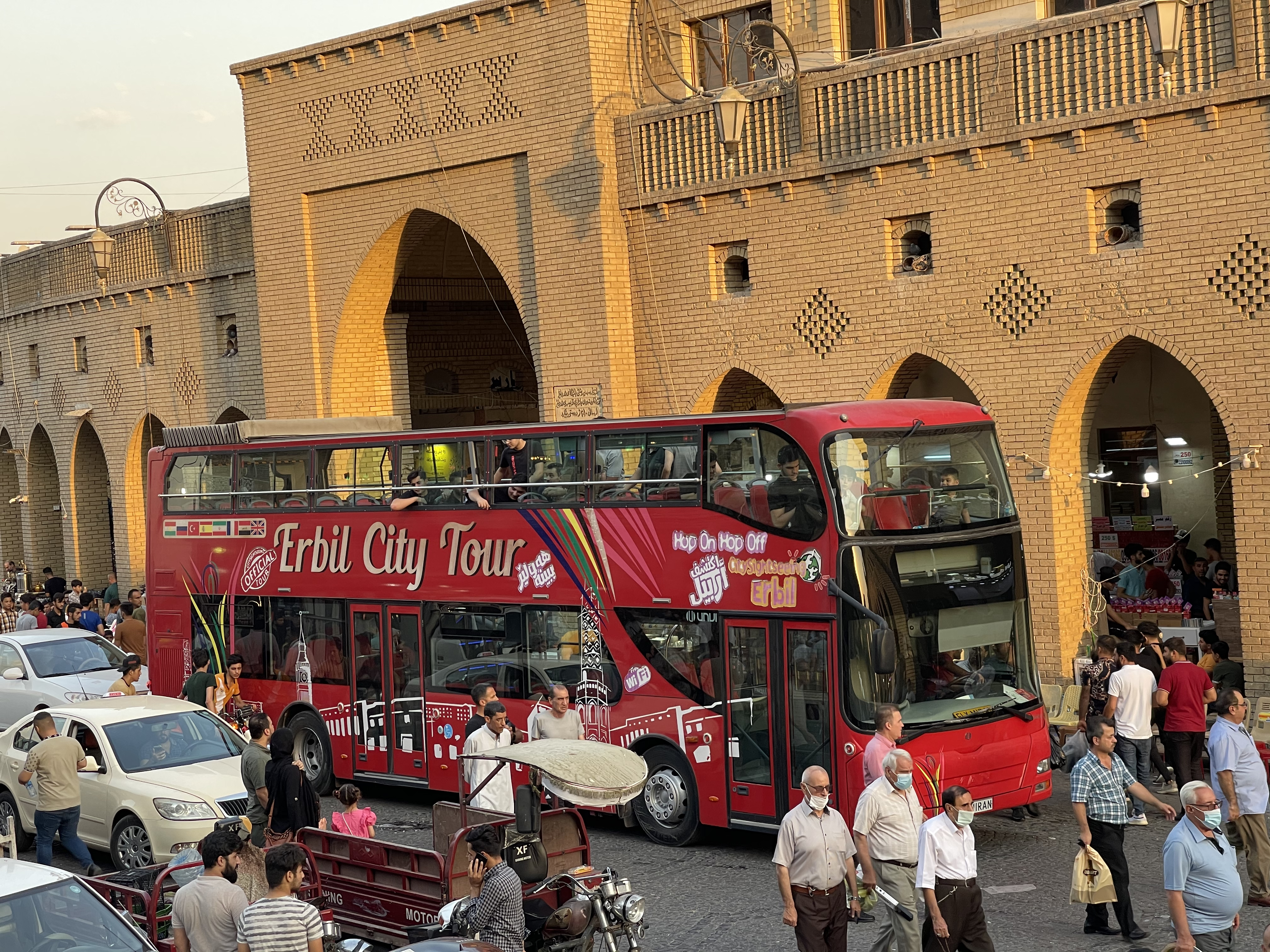
Erbili városnéző busz

Irak sok éven át fontos turisztikai célpont volt, de ez drámaian megváltozott az Iránnal vívott háború alatt, valamint az Egyesült Államok és szövetségesei 2003-as inváziója után. Az elmúlt években azonban a kormány tett némi erőfeszítést, hogy turistákat vonzzon az országba, és az érkezők száma bizonyos mértékig nőtt. A belföldi idegenforgalom is valamelyest javulást mutatott. Nedzsef és Kerbela virágzó célpontnak számít a síita muszlimok számára.
A Tigris és az Eufrátesz ölelésében egykor Földünk legrégibb civilizációi leltek otthonra. Mezopotámia sumér, asszír, babiloni és arab emlékeinek egy része – már ami napjainkra a pusztító háborúkat követően megmaradt belőlük – az UNESCO világörökség listáján szerepelnek.
Javasolt oltások:
- Hastífusz
- Hepatitis A (magas a fertőzésveszély)
- Hepatitis B (közepes a fertőzésveszély)

Javasolt oltás bizonyos területekre utazóknak:
- Veszettség

Malária elleni gyógyszer (a keleti országrészben fordulhat elő, de alacsony az esélye).
Kötelező oltás, ha fertőzött országból érkezik/országon át utazik:
- Sárgaláz

## Sport

### Olimpia
Az országnak a játékok során, csupán egyetlen érme (bronz) született eddig. Az 1960-as római olimpián Abdul Wahid Aziz súlyemelésben (férfi könnyűsúly) harmadik lett.
- Bővebben: Irak az olimpiai játékokon

### Labdarúgás
Az iraki labdarúgó-válogatott eddigi legnagyobb eredménye a 2007-es Ázsia-kupán aranyérmes lett.